# Blattla
Der Blattla ist ein bayerisches Kartenspiel für vier Personen. Es handelt sich dabei um eine vereinfachte Version des Schafkopfs. Im Unterschied zu letzterem sind beim Blattla die Karten "Ober" und "Unter" jedoch keine ständigen Trümpfe.
Um die Regeln des Schafkopfspiels zu erlernen, kann es von Vorteil sein, sich zunächst die Regeln des Blattla anzueignen. Gespielt wird traditionell mit Bayerischem Bild.

## Ziel des Spiels
Ziel des Spiels ist es, ebenso wie beim Schafkopf, durch Stechen eine gewisse Punktzahl zu erreichen. Normalerweise gilt ein Spiel für die Spielerpartei mit 61 Punkten (Augen) als gewonnen, mit 91 Augen als mit Schneider gewonnen; werden alle acht Stiche gemacht, gilt dies als schwarz gewonnen. Mit 31 Augen ist die Spielerpartei Schneider frei.
Für die Nichtspielerpartei hingegen ist entsprechend das Spiel mit 60 Augen gewonnen und mit 90 Augen mit Schneider gewonnen sowie mit 30 Augen Schneider frei.
Ausnahme bilden die als Tout angesagten Spiele, welche nur als gewonnen gelten, wenn alle Stiche gemacht werden; hier gibt es kein schneider oder schwarz.
| für die Spielerpartei  | Augen Spielerpartei  |  | Augen Nichtspielerpartei | für die Nichtspielerpartei |
| Schwarz gewonnen       | alle Stiche gemacht  |  | keinen Stich gemacht     | Schwarz verloren           |
| mit Schneider gewonnen | 91–120 Augen         |  | 0–29 Augen               | mit Schneider verloren     |
| einfach gewonnen       | 61–90 Augen          |  | 30–59 Augen              | einfach verloren           |
| einfach verloren       | 31–60 Augen          |  | 60–89 Augen              | einfach gewonnen           |
| mit Schneider verloren | 0–30 Augen           |  | 90–120 Augen             | mit Schneider gewonnen     |
| Schwarz verloren       | keinen Stich gemacht |  | alle Stiche gemacht      | Schwarz gewonnen           |

## Spielart
Grundsätzlich unterscheidet man Normalspiel und Solospiel.
Das Normalspiel wird auch Sauspiel genannt. Ständige Trumpffarbe ist Herz. Dabei ruft ein Spieler, der sich imstande sieht, zusammen mit einem Spielpartner mindestens 61 Augen erreichen zu können, die Sau einer Farbe, die nicht Trumpf ist; beispielsweise: "Ich spiele mit der Schellen-Sau!" Der Besitzer der entsprechenden Spielkarte ist nun der Partner des Rufers.
Beim Solospiel muss der Alleinspieler mindestens 61 Augen erringen können. Der Solospieler spielt dabei gegen die anderen drei Spieler. Zu unterscheiden sind die Solovarianten: Herz-Solo, Eichel-Solo, Gras-Solo und Schellen-Solo. Die Trumpffarbe wird stets vom Solisten bestimmt. Weitere Solovarianten wie beim Schafkopf (Wenz, Geier, Habicht, Farb-Wenz, Farb-Geier und Farb-Habicht) existieren beim Blattla nicht. Alle Solospiele können auch als "Tout" gespelt werden, wodurch durch den Alleinspieler angekündigt wird, dass er alle Stiche zu machen gedenkt.

## Spielverlauf

### Kartenverteilung
Zuerst wird der Kartengeber bestimmt, indem jeder der Spieler eine Karte vom Kartenstapel zieht. Erster Geber ist derjenige, der die höchste Karte gezogen hat.
Der Kartengeber mischt nun die Karten durch und lässt den Spieler zu seiner Rechten abheben. Beim Abheben sollen mindestens drei Karten abgehoben werden bzw. liegen bleiben; unter Berücksichtigung dieser Regel darf bis zu 3× abgehoben werden. Anstatt abzuheben, darf auch geklopft werden; in diesem Fall darf der abhebende Spieler den Geber anweisen, die Karten anders als üblich zu verteilen – zum Beispiel alle acht statt 2 mal 4, entgegen dem Uhrzeigersinn usw.
Im Folgenden werden jedem Spieler acht Karten in zwei Würfen zu je 4 Karten ausgeteilt. Die Verteilung der Karten erfolgt im Uhrzeigersinn, ausgehend von dem Spieler in Vorhand, das heißt dem Spieler links vom Geber. Anschließend prüft jeder Spieler sein Blatt, wobei beginnend bei Vorhand, jeder Spieler erklärt ob er spielen möchte oder nicht.

### Spielansage
Erklärt jemand sich bereit zu spielen, so macht er deutlich, dass er allein oder zusammen mit einem Partner mindestens 61 Augen zu erringen gedenkt.
Je näher ein Spieler zur Linken des Gebers sitzt, umso größer ist sein Vorrecht zu spielen. Erklärt also der Spieler in Vorhand, dass er spielen will, so hat er das Vorrecht, ein Normalspiel zu wagen. Die weiter links, also weiter hinten sitzenden Spieler, können nur noch ein höherwertiges Spiel ansagen, also ein Solospiel.
Die Rangfolge der Spiele ist wie folgt (beginnend mit dem höchstwertigen Spiel):
Herz-Solo-Tout > Eichel-Solo-Tout > Gras-Solo-Tout > Schellen-Solo-Tout > Herz-Solo > Eichel-Solo > Gras-Solo > Schellen-Solo > Normalspiel